# Riedern (Glarus)
Riedern – dzielnica miasta Glarus w Szwajcarii, w kantonie Glarus. Liczba mieszkańców według danych z 31 grudnia 2020 wynosiła 734 osoby. Do 31 grudnia 2010 samodzielna gmina.  